# Blanka
Blanka (ブランカ Buranka) là một nhân vật trò chơi điện tử được tạo bởi Capcom trong loạt trò chơi đối kháng Street Fighter. Với mái tóc màu cam và da màu xanh lục, Blanka trông giống quái vật hơn là người. Nhân vật này xuất hiện lần đầu trong Street Fighter II với vai trò là một trong 8 nhân vật chính.

## Hình thành
Ý tưởng về Blanka đã có từ lâu. Ban đầu Yasuda Akira đã có ý tưởng về một người châu Phi được nuôi lớn bởi sư tử có tên là "Anabebe". Ý tưởng này được thay đổi thành một nhân vật là người có tên "Hammer Blanka", trước khi đổi thành Blanka như bây giờ.

## Xuất hiện
Blanka xuất hiện lần đầu trong trò chơi Street Fighter II trong vai trò một trong 8 nhân vật chính. Nhân vật này còn có mặt trong Street Fighter Alpha 3, Street Fighter EX, Street Fighter EX2 và Street Fighter EX3, Capcom vs. SNK, Capcom vs. SNK 2 và gần đây nhất là Street Fighter IV.
Blanka cũng xuất hiện trong Street Fighter II: The Animated Movie.

## Thiết kế
Màu chủ đạo của Blanka là màu xanh lục, đó là do việc sử dụng clorophil để sinh trưởng trong rừng sâu. Ngoài ra, Blanka còn mang một chiếc quần màu cam và mái tóc dài cũng màu cam.
Các chiêu thức của Blanka bao gồm sử dụng điện, hoặc lăn tròn và tấn công đối thủ.

## Đón nhận
Bài báo tháng 2 năm 1992 của tạp chí Gamest xếp Blanka cùng với Ken ở vị trí thứ 9 trong Nhân vật tốt nhất năm 1991. IGN xếp Blanka ở vị trí thứ 7 trong "Top 25 nhân vật Street Fighter". Nhân vật này còn đứng thứ 4 trong "top 20 nhân vật Street Fighter của mọi thời đại" của GameDaily.

### Tại Brasil
Blanka nhận được nhiều đánh giá tích cực từ game thủ Brasil, mặc dù Capcom đã bị chỉ trích vì nhân vật này không phản ánh được đất nước Brasil. Ono đã xin lỗi vì ấn tượng không đẹp mà nhân vật này tạo ra, và cho biết ông bất ngờ vì nhân vật này được ưa chuộng tại Brasil.